# Gargamela
Gargamela je bila ogromna Komora sa Mehurićima, detektor čestica u CERN-u, namenjena prvenstveno detekciji neutrino interakcija. Izgrađena je u Francuskoj, sa prečnikom od skoro 2 metra i dugačka 4.8 metara, Gargamela je držala skoro 12 kubnih metara freona (CF3Br). Mada se u ovakvim komorama standardno koristio tečni vodonik, Gargamela je koristila freon, a teža tečnost je značila uvećanu verovatnoću interakcije neutrina, kao i olakšano razlikovanje miona i piona.
Gargamela je bila u upotrebi od 1970 do 1978 a mion neutrino zrak je bio proizveden u CERN-ovom Proton Sinkrotronu. Ovi eksperimenti su doveli do jednog od najznačajnih otkrića CERN-a: eksperimentalnog opažanja slabe neutralne struje, što je bilo objavljeno Jula 1973-e, ubrzo nakon što je ista bila teoretski predviđena.
U ovom eksperimentu, analizirano je blizu 83,000 neutrino događaja, i opažena su 102 slučaja pojave neutralne struje. Karakteristika neutralne stuje je bio izolovan vir, iz koga su nastajali samo hadroni.
Komora je dobila naziv po džinu Gargameli iz dela Fransoa Rabla; ona je bila majka Gargantue.

## Spoljašnje veze
- Padilla, Antonio (Tony). „Gargamelle and Neutral Currents”. Sixty Symbols. Brady Haran for the University of Nottingham.